# Podróże i przygody kapitana Hatterasa
Podróże i przygody kapitana Hatterasa (fr. Voyages et aventures du capitaine Hatteras, 1864) – dwutomowa przygodowa powieść fantastycznonaukowa napisana przez Juliusza Verne’a w latach 1863–1864.

## Wydania
Należy do cyklu Niezwykłe podróże. Tom pierwszy Anglicy na Biegunie Północnym (fr. Les Anglais au póle Nord) jest złożony z 32 rozdziałów. Tom drugi Pustynia lodowa (fr. Le desert de glace) jest złożony z 27 rozdziałów.
Poszczególne części powieści wydawane były po polsku pod rozmaitymi tytułami:
- Podróż do Bieguna Północnego: Przygody kapitana Hatterasa,
- Podróż do Bieguna Północnego: Przygody kapitana Hatterasa; Część 2: Pustynia lodowa,
- Do Bieguna Północnego,
- Pustynia lodowa,
- Wśród lodów polarnych[2].

Pierwszy anonimowy polski przekład pojawił się w odcinkach w Gazecie Polskiej w latach 1865–1866, a w postaci książkowej został wydany w 1876.

## Zarys opowieści

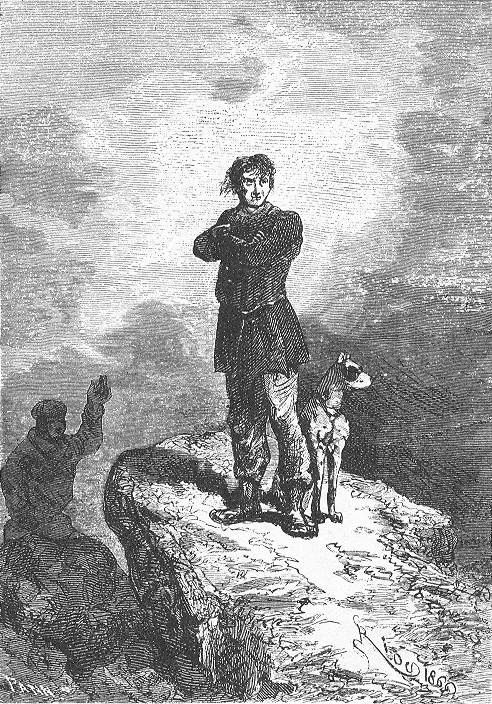
Kapitan John Hatteras.

Powieść, której akcja dzieje się w 1861 roku, opisuje przygody brytyjskiej ekspedycji dowodzonej przez kapitana Johna Hatterasa, której celem jest zdobycie bieguna północnego. Hatteras jest przekonany, że morze wokół bieguna jest wolne od lodów, a jego obsesją jest, aby tam dotrzeć za wszelką cenę. Bunt załogi prowadzi do zniszczenia ich statku, ale Hatteras wraz z kilkoma wiernymi mu ludźmi z załogi kontynuuje wyprawę.

## Nawiązania
Powieść została zainspirowana zaginięciem ekspedycji Franklina do Arktyki i jej wieloletnimi poszukiwaniami. Autor wielokrotnie nawiązuje do nich w tekście, a cały rozdział 17 powieści jest poświęcony losom Franklina i jego wyprawy.
Kapitan Hatteras wraz z innymi bohaterami Verne’a występuje w satyrycznych utworach rosyjskiego pisarza Michaiła Bułhakowa.